# Johnny Hart
Johnny Hart (ur. 8 czerwca 1928, zm. 26 listopada 2018)) – angielski piłkarz, który występował na pozycji pomocnika w Manchesterze City.
Hart zadebiutował w City 10 stycznia 1946 roku w rewanżowym meczu 3. rundy Pucharu Anglii przeciwko Barrow, w którym strzelił bramkę. 19 marca 1955 roku w spotkaniu z Huddersfield Town na Leeds Road doznał złamania nogi, co spowodowało, iż w kolejnych sześciu sezonach zagrał tylko w jedenastu meczach. W maju 1963 oficjalnie zakończył zawodniczą karierę.
W późniejszym okresie był członkiem sztabu szkoleniowego w Manchesterze City, między innymi menadżerem tego zespołu w 1973 roku.